# Chiablese

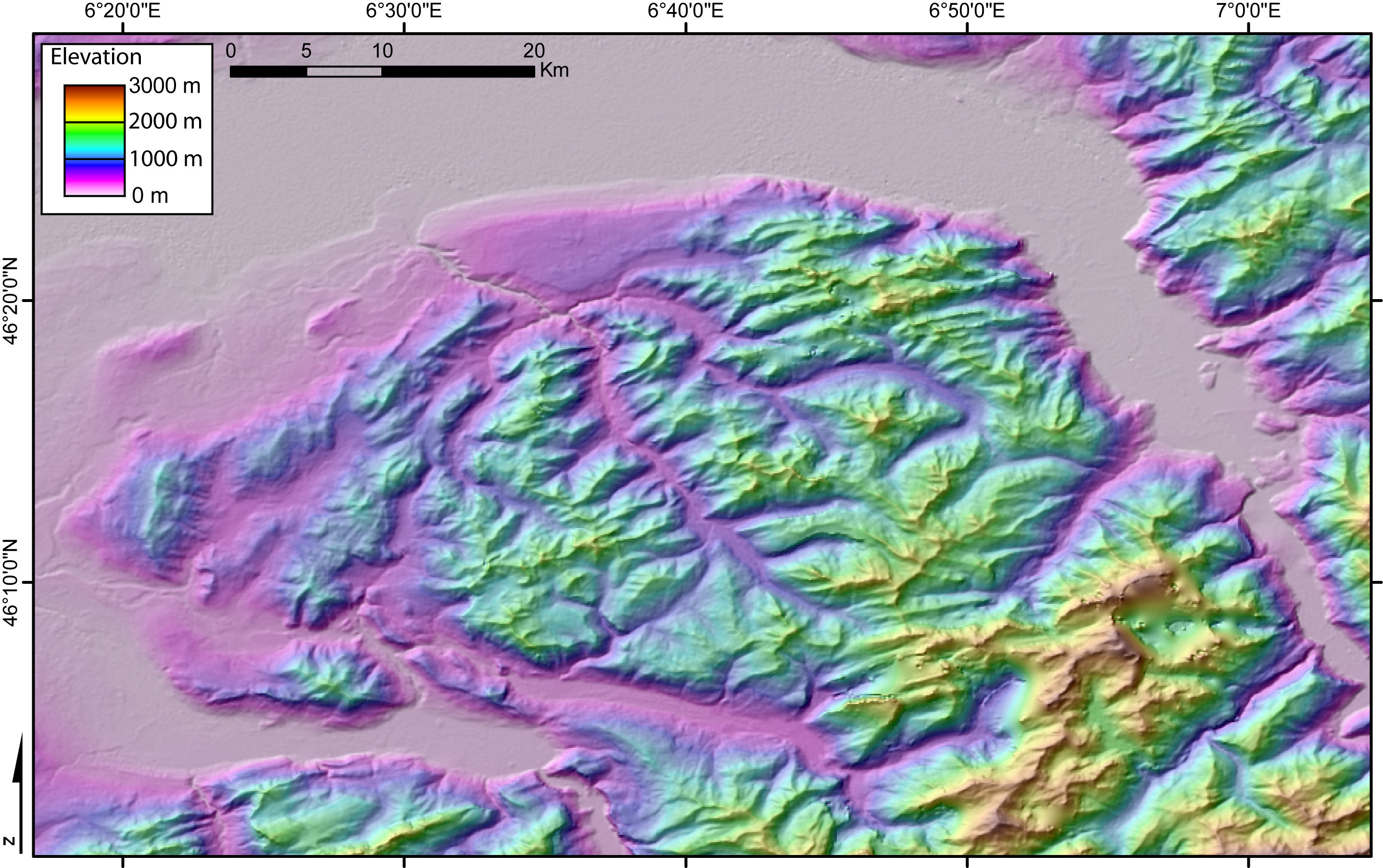
Modello a rilevazione numerica del territorio savoiardo del Chiablese

Il Chiablese (o Sciablese, in francese Chablais, in arpitano Chablès) è una zona montana francese e svizzera situata nel Nord della Savoia. È un'antica provincia del Ducato di Savoia. La città principale e capitale storica del chiablese francese è Thonon-les-Bains, sulla riva meridionale del lago Lemano.
Questa regione è limitata a nord dal Lago Lemano, ad est dal Vallese (Svizzera) ed a sud dalla Savoia ed è divisa in tre territori, il Chiablese savoiardo, in Francia nel Dipartimento dell'Alta Savoia, il Chiablese vallesano e il Chiablese vodese, in Svizzera, rispettivamente nei cantoni Vallese e Vaud.

## Storia

Stemma del Chiablese: D'argento, sparso di plinti di nero, al leone del secondo, attraversante.

Il Chiablese fu incorporato nel XII secolo nella Contea di Savoia, che vi eressero un castello nei pressi di Ripaglia. Pare che i diritti su questo territorio siano stati concessi ad Umberto Biancamano dall'imperatore Corrado II.
Nei secoli fu via di traffici commerciali e di transiti fra Francia, Vallese, Valle d'Aosta e l'Italia.
Dal 1535 al 1567/69 il Chiablese venne occupato dagli Svizzeri e dai loro alleati (in particolare quelli del cantone di Berna e del Vallese, che se lo spartirono in due zone di influenza). 

Negli stessi anni la popolazione aderì al calvinismo, ma alla fine dello stesso secolo si riconvertì al cattolicesimo, grazie all'opera di san Francesco di Sales, vescovo di Ginevra dal 1602 al 1622.
Con l'annessione definitiva della Savoia alla Francia dopo la seconda guerra d'indipendenza italiana, è territorio francese situato nel dipartimento dell'Alta Savoia.